# Talang Ulu (Lebong Utara)
Talang Ulu is een bestuurslaag in het regentschap Lebong van de provincie Bengkulu, Indonesië. Talang Ulu telt 769 inwoners (volkstelling 2010).